# خوسيه كينتانا
خوسيه كينتانا (بالإسبانية: José Quintana)‏ هو لاعب كرة قاعدة كولومبي، ولد في 24 يناير 1989 في أرخونا ‏ في كولومبيا.

## وصلات خارجية
- خوسيه كينتانا على موقع دوري كرة القاعدة الرئيسي (الإنجليزية)
- خوسيه كينتانا على موقعبيزبول رفرنس.كوم (الدوري الرئيسي) (الإنجليزية)
- خوسيه كينتانا على موقعبيزبول رفرنس.كوم (الدوري الثانوي) (الإنجليزية)
- خوسيه كينتانا على موقع إي إس بي إن.كوم (أم.أل.بي) (الإنجليزية)
- خوسيه كينتانا على موقع مشجعي الرسوم البيانية (الإنجليزية)